# Avraham Adan

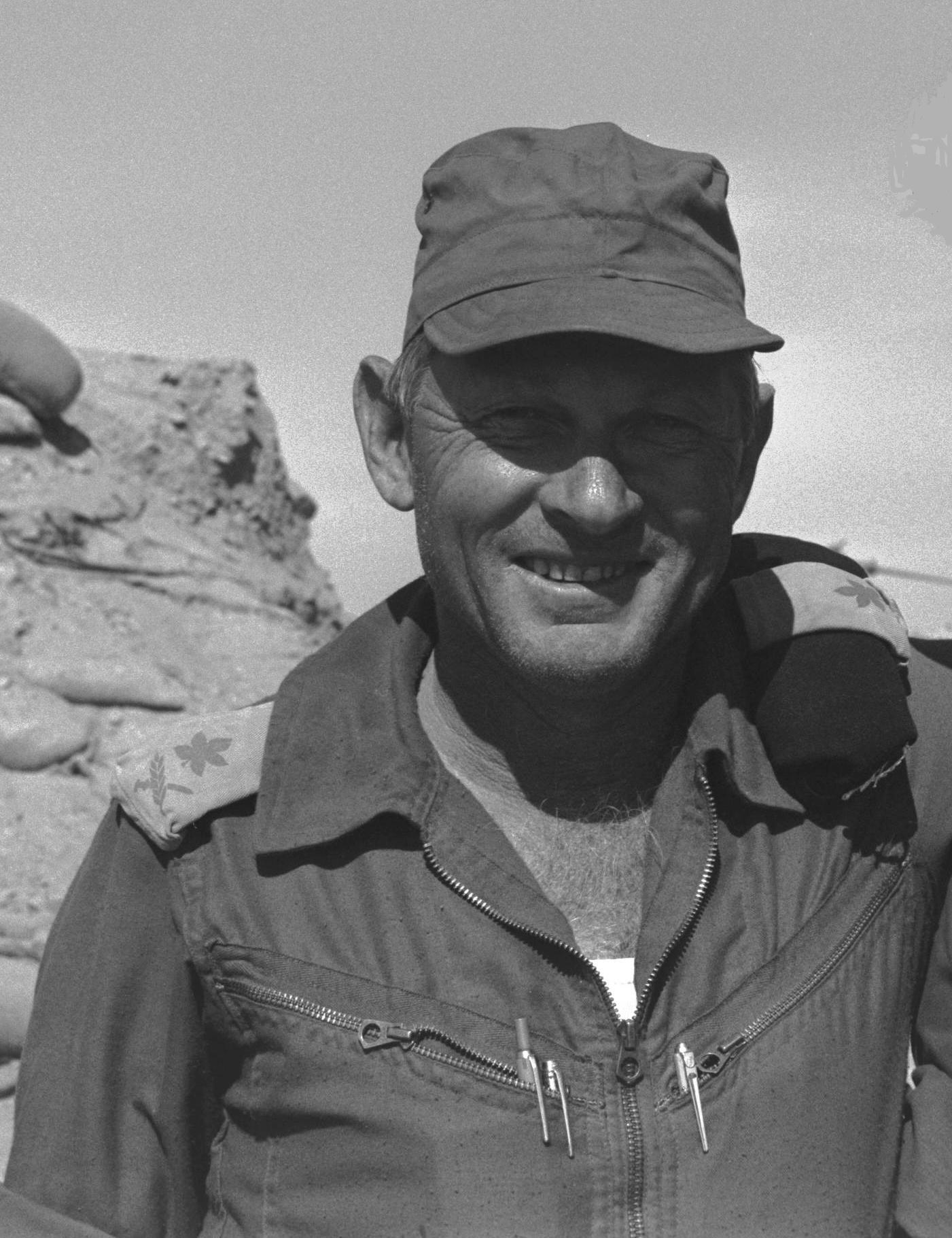
Avraham Adan (1973)

Avraham Adan (hebräisch אברהם אדן; geboren als Avraham Eidelson; genannt „Brenn“; * 5. Oktober 1926 in Kfar Giladi; † 28. September 2012 in Ramat haScharon) war ein israelischer Generalmajor und Autor. Er war 1974 Kommandeur des israelischen Südkommandos.

## Leben
Adan trat 1943 in die Palmach ein. Während des Israelischen Unabhängigkeitskrieges war er Kompaniechef in der Negev-Brigade und nahm als solcher an der Operation Uvda teil. Er hisste die Tintenflagge bei der Einnahme von Eilat.
In der Sueskrise war im Rang eines Oberstleutnants Bataillonskommandeur. Danach wurde er Brigade- und Schulkommandeur. Am Sechstagekrieg nahm er als stellvertretender Kommandeur der Panzertruppe teil, bis er dann 1969 Kommandeur wurde. Im Anschluss war er Divisionskommandeur.
Adan war 1974 Kommandeur des Israelischen Südkommandos. Von 1974 bis 1977 wurde er als Militärattaché in die israelische Botschaft nach Washington, D.C. versetzt.
Er war einer der Gründer der Kibbuzim Nirim und Gvulot.

## Schriften (Auswahl)
- An Israeli general's personal account of the Yom Kippur War. Arms and Armour Press, London u. a. 1980, ISBN 0-85368-177-5.

## Auszeichnungen
- 1984: Yitzhak-Sadeh-Preis für Up to the Ink Flag